# Nimbus (núvol)

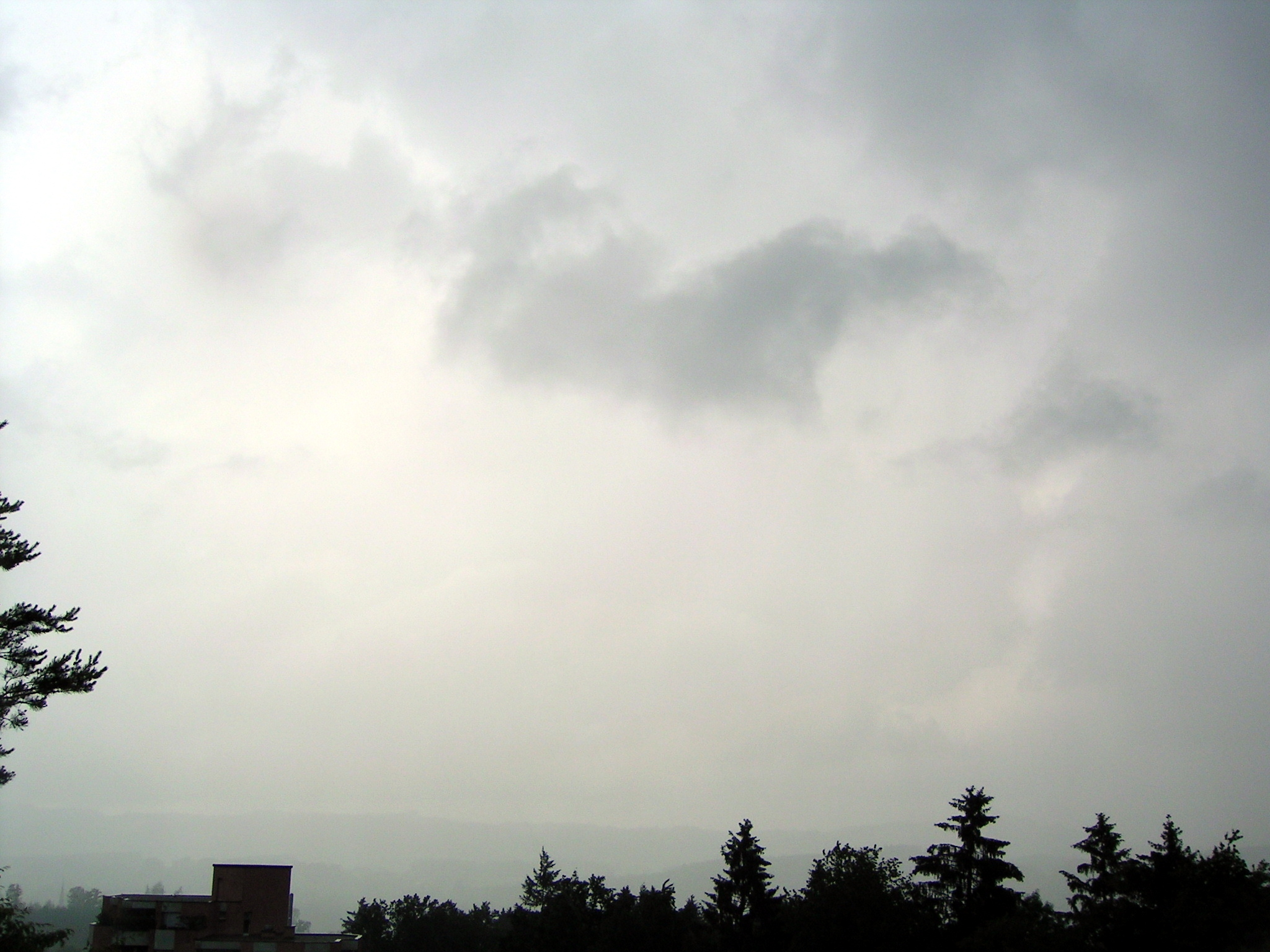
Nimbostratus praecipitatio

Nimbus, que en llatí significa «núvol de pluja», designa un núvol ombrívol amb els contorns dentats sense una forma definida formats a baixa altitud i que origina precipitacions. ·  Aquest terme és usat com a prefix a nimbostratus i com a sufix a cumulonimbus. Tanmateix, a l'Atles internacional dels núvols de 1896, aquest terme designava els dos tipus alhora i tots els núvols que donen precipitacions.
El nimbus fou antany una mena de núvol de la mateixa manera que ho és un cúmulus o un estratus.
Així, els pannus eren dits fracto-nimbus de manera anàloga com els cumulonimbus eren anomenats cumulo-nimbus (amb el guionet). Així aquestes dues menes de núvols no eren més que varietats del gènere nimbus
La definició del núvol en tant que nimbus es va abandonar a principis de 1930 a la versió preliminar de l'Atles internacional dels núvols on es recomanava de parlar de nimbostratus o de cumulonimbus sense guionet.

## Confusió entre nimbostratus i cumulonimbus
Nimbus definia alhora tant el nimbostratus com el cumulonimbus. L'antiga ortografia i definició del cumulo-nimbus correspon a un núvol de tipus cumuliforme engendrador de precipitacions. Als nostres dies aquest terme designa tant els cumulus congestus que els cumulonimbus (fins i tot els cumulus mediocris) que són cúmulus amb forta extensió vertical però amb característiques diferents. La definició donada a l'obra datada de 1907, i la de 1897, englobava tres tipus de núvols, ja que s'hi diu que l'altitud de la cim d'un cumulo-nimbus varia entre 3.000 metres i 8.000metres; mentre que la base d'aquest núvol és a 1.400 metres [sic] siguin quines siguin les condicions.
En aquestes condicions hi podria haver un «cumulonimbus» de gruix limitat a 1.600 metres. Aquesta definició ignora el fet que l'altitud de la base del núvol varia de fet amb la separació entre la temperatura i el punt de rosada a nivell de terra al moment de la seva producció, i que el seu cim depèn de l'estructura de temperatura en altitud. Cal fer notar que aquesta definició fou proposada després d'observacions fetes des del terra, abans de la generalització dels radiosondatges i de l'aviació permetent un coneixement directe de les característiques de les masses d'aire on aquests núvols es desenvolupen. Tanmateix, la fórmula de Hennig donant la base dels núvols convectius havia estat descrita 12 anys abans l'any 1895, i fins i tot ja l'any 1841, James Pollard Espy havia expressat una llei similar.
De la mateixa manera, Emmanuel de Martonne va afirmar que «Tot el cicle de circulació de l'aigua a l'atmosfera amb els seus episodis variats, formació dels núvols, tempestes, pluja i neu, passa doncs a una capa d'aire de 3.000 a 4.000 metres de gruix màxim. A la mateixa obra els nimbus són descrits com «núvols ombrívols, sense forma neta, a les vores esquinçades, molt baixos (800 a 1.600 m, sovint menys), desplaçant-se ràpidament, i causants de violentes pluges». Aquests núvols corresponen els cumulonimbus (aiguats violents) amb pannus a sota. Els aiguats són provocats per cel·les convectives poden incrustar-se en un nimbostratus fins i tot per altocumulonimbus. té contrario, els nimbostratus produeixen pluges regulars durables.
Cal remarcar que dels cumulonimbus gegantescs poden arribar a l'alçada de 70,000 peus (21 km)) la qual cosa és molt clarament més enllà dels 4.000 metres enunciats abans. · 

## Utilització contemporània de la paraula nimbus
La utilització de la paraula nimbus no ha desaparegut els nostres dies i alguns autors reprenen la definició donada per Emmanuel de Martonne: un nimbus és un núvol que dona pluges violentes. Així, l'any 2016, Bernard Eckey afirmava que
| « | Nimbus are usually tall clouds that bring thunderstorms and other intense weather conditions with it | » |